# Pamela Sue Martin
Pamela Sue Martin (ur. 5 stycznia 1953 w Westport) – amerykańska aktorka i modelka. Występowała w roli Fallon Carrington z opery mydlanej ABC Dynastia.

## Życiorys

### Wczesne lata
Urodziła się w Westport, w stanie Connecticut jako córka Margaret i Thomasa Martina, muzyka jazzowego grającego na bębnach. W 1970 ukończyła Staples High School w Westport. W 1974, kiedy miała 21 lat, jej rodzice rozwiedli się. Studiował sztukę na UCLA. Miała tam rozpocząć naukę nauk ścisłych, ale nie była w stanie, kiedy otrzymała rolę Nancy Drew.

### Kariera
Podjęła pracę na stoisku z hamburgerami za 1,45 dol. na godz. Kiedy przyjaciółka powiedziała jej, że zarabia 60 dol. na godz. jako modelka, postanowiła spróbować swoich sił w modelingu. Przeniosła się do Nowym Jorku, gdzie podpisała kontrakt z nowojorską agencją i zaczęła występować w reklamach drukowanych i telewizyjnych. Rok później trafiła na duży ekran jako ciężarna nastolatka w komediodramacie Znaleźć specjalistę/Seks i nastolatek (To Find a Man, 1972) i jako pasażerka tytułowego statku w przygodowym dreszczowcu sensacyjnym Tragedia „Posejdona” (The Poseidon Adventure, 1972) u boku Gene’a Hackmana i Shelley Winters.
Zapadła w pamięci telewidzów jako nastoletni szpieg Nancy Drew w serialu ABC Silni chłopcy/Tajemnice Nancy Drew (The Hardy Boys/Nancy Drew Mysteries, 1977-78) z Parkerem Stevensonem. W lipcu 1978 znalazła się na okładce magazynu „Playboy”. Grała w telewizyjnej komedii fantasy NBC Ludzkie uczucia (Human Feelings, 1978) z udziałem Billy’ego Crystala, kinowym melodramacie sensacyjnym Dama w czerwieni (The Lady in Red, 1979) z Robertem Conradem, a także gościnnie w serialach ABC – Statek miłości (The Love Boat, 1980) i Fantastyczna wyspa (Fantasy Island, 1980).
Zdobyła międzynarodową sławę jako Fallon Carrington Colby, córka Blake’a (John Forsythe) i Alexis (Joan Collins) oraz żona Jeffa (John James) w operze mydlanej ABC Dynastia (Dynasty, 1981-1984), jednak niebawem jej rolę objęła Emma Samms.
W 1984 otrzymała niemiecką nagrodę Bambi. 16 lutego 1985 była gospodarzem Saturday Night Live. Sporadycznie występowała na ekranie, m.in. w sitcomie CBS Różowe lata siedemdziesiąte (That ’70s Show, 2002) jako czarodziej.

## Życie prywatne
Była pierwszą kobietą, która startowała w prestiżowym turnieju polo w Sankt Moritz, rozgrywanym na śniegu.
Trzykrotnie rozwiedziona; z Jorge Bruschem (od 14 lutego 1979 do 1980), operatorem filmowym Manuelem Rojasem (od 22 sierpnia 1982 do 1984) i Bruce’em Allenem (1990-1998), z którym ma syna Nicolasa Garlanda (ur. 15 lutego 1991). Była też związana z Hartem Bochnerem.
Należy do organizacji Greenpeace walczącej o ochronę środowiska.

## Filmografia

### Filmy fabularne
- 1972: Tragedia „Posejdona” (The Poseidon Adventure) jako Susan Shelby
- 1972: Znaleźć Specjalistę (To Find a Man) jako Rosalind McCarthy
- 1974: Buster i Billie (Buster and Billie) jako Margie Hooks
- 1974: Poza czasem (Our Time) jako Abigail „Abby” Reed
- 1979: Dama w czerwieni (The Lady in Red) jako Polly Franklin
- 1985: Hosta (Torchlight) jako Lillian Weller
- 1987: Trzaśnięcia (Flicks) jako Liz Stone
- 1990: Zagubiony w leśnej głuszy (A Cry in the Wild) jako June Robeson
- 2007: Soupernatural jako Rod

### Filmy TV
- 1973: Dziwczyny Huntington House (The Girls of Huntington House) jako Gail Dorn
- 1974: Strzelba i kazalnica (The Gun and the Pulpit) jako Sally Underwood
- 1977: Hemingway gra (The Hemingway Play)
- 1978: Ludzkie uczucia (Human Feelings) jako Verna Gold
- 1986: Silny lek (Strong Medicine) jako Celia Grey
- 1987: Zatoka Coven (Bay Coven) jako Linda Lebon
- 1989: Święty (The Saint: The Software Murders)
- 1990: Klimat flisaków (Sky Trackers) jako dr Spencer Jenkins

### Seriale TV
- 1976: Pogoń (The Quest) jako Ginger
- 1977-1978: Silni chłopcy/Tajemnice Nancy Drew (The Hardy Boys/Nancy Drew Mysteries) jako Nancy Drew
- 1980: Statek miłości (The Love Boat) jako Donna Dayton
- 1980: Fantastyczna wyspa (Fantasy Island) jako Velda Ferini
- 1981-1984: Dynastia jako Fallon Carrington Colby
- 1987: Alfred Hitchcock przedstawia (Alfred Hitchcock Presents) jako Melinda Jensen
- 2002: Różowe lata siedemdziesiąte (That ’70s Show) jako Czarnoksiężnik z OZ
- 2006: Słowo na L (The L Word) jako Linda Kennard